# Maurice Germot
Maurice Germot (ur. 15 listopada 1882 w Vichy, zm. 6 sierpnia 1958 w Vichy) – francuski tenisista.

## Kariera tenisowa
W grze pojedynczej Germot wygrał trzy razy, w latach 1905, 1906, 1910, mistrzostwa Francji (obecnie French Open) i trzy razy dochodził do finału, w latach 1908, 1909, 1911. Turniej ten, obecnie zaliczany do imprez wielkoszlemowych, w czasach sukcesów Germota nie miał charakteru międzynarodowego. Germot triumfował w zawodach także w grze podwójnej, w latach 1904, 1906–1914 i 1920.
Germot dwukrotnie wystąpił na igrzyskach olimpijskich, w 1908 roku w Londynie i cztery lata później w Sztokholmie. Podczas turnieju w Sztokholmie zdobył złoty medal w grze podwójnej w hali, w parze z Andrém Gobertem.
W 1906 roku Germot triumfował w grze podwójnej, wspólnie z Maxem Décugisem, oraz zdobył srebrny medal w grze pojedynczej na olimpiadzie letniej w Atenach, imprezie zorganizowanej na dziesięciolecie pierwszych nowożytnych igrzysk olimpijskich.
W 1905, 1913 i 1914 roku reprezentował Francję w Pucharze Davisa.